# Boutros Ghali
Pour les articles homonymes, voir Boutros et Ghali.
Boutros Ghali (en arabe : بطرس غالي ; copte : Ⲡⲉⲧⲣⲟⲥ Ⲅⲁⲗⲓ), parfois appelé Boutros Ghali Pacha, né en 1846 à Kiman-al-‘Arus et mort le 21 février 1910, est une personnalité politique égyptienne, Premier ministre du pays de 1908 à 1910.

## Biographie
Boutros Ghali naît dans une famille copte dans Kiman-al-‘Arus, un village de Beni Suef, en 1846, à l'époque de l'Égypte ottomane. Son père, Ghali Nayruz, est l'intendant du prince Mustafa Fadil. Il étudie les langues : l'arabe, le turc, le persan, l'anglais et le français.
Diplômé, Ghali devient professeur à l'école patriarcale. En 1875 il est nommé comme greffier de la Cour mixte, nouvellement constituée par Sharif Pacha. Il est ensuite le représentant du gouvernement égyptien à la Commission de la dette publique. Ghali travaille au ministère de la Justice à partir de 1879, où il est nommé secrétaire général avec le titre de Bey. En septembre 1881 il est nommé premier secrétaire du Conseil des ministres, mais il revient peu après au ministère de la Justice. À la demande de Mahmoud Sami al-Barudi, Ghali se voit attribuer le rang de Pacha, une première pour un copte en Égypte. En 1886, il est nommé à la tête d'une commission pour la sélection des juges de la charia, un poste inattendu étant donné sa religion, ce qui provoque les protestations de musulmans.
Ghali est nommé ministre des Finances en 1893, puis ministre des Affaires étrangères en 1894.
Il est nommé Premier ministre le 8 novembre 1908, en remplacement de Mustapha Fahmi Pacha, tout en conservant ses attributions aux affaires étrangères.
Accusé de protéger les Britanniques après l'incident de Denchawai, à la suite duquel plusieurs Égyptiens sont condamnés à mort, Ghali est assassiné le 20 février 1910 par Ibrahim Nassif al-Wardani, un étudiant de vingt-trois ans. Touché par plusieurs coups de feu, Ghali succombe le 21 février.
Wardani, dont le père est gouverneur et l'oncle pacha, est exécuté le 28 juin 1910.
L'assassinat de Ghali est le premier d'une série de meurtres politiques, qui court jusqu'en 1915.

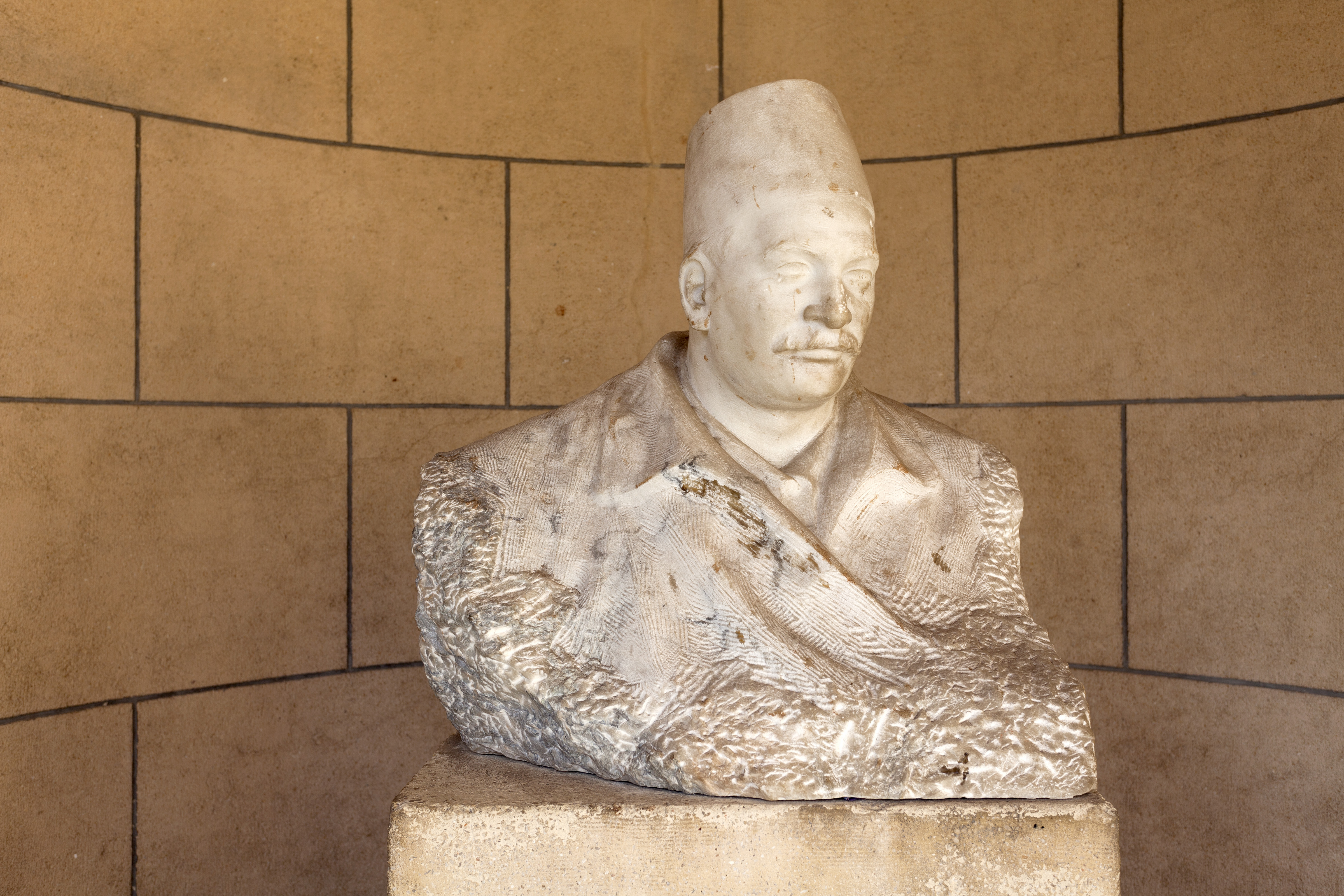
Le buste de Boutros Ghali Pacha à l'église d'el Butrosiya (Le Caire).

## Descendance
Ghali a plusieurs fils, dont :
- Youssef Boutros Ghali ;
  - Père de Boutros Boutros-Ghali, vice-premier ministre de l'Égypte et Secrétaire général des Nations unies[8],[9],
  - Grand-père de Youssef Boutros Ghali, ministre des Finances de 2004 à 2011[10],
  - Grand-père de l'entrepreneur Teymour Boutros-Ghali (en),
- Wasif Butrus Ghali (1878-1958), législateur et diplomate[7] ;
- Najib Boutros Ghali, ministre de l'Agriculture en 1921[7] ;
- Mirrit Boutros Ghali, écrivain, homme d'affaires et avocat[11].

## Décorations

### Décorations égyptiennes
- Grand-cordon de l'ordre de Mohamed Ali

- Grand-cordon de l'ordre d'Ismaïl

### Décorations étrangères
- Grand-cordon de l'ordre de Salomon (Empire éthiopien)
- Première classe de l'ordre de l'Osmaniye (Empire ottoman)
- Grand commandeur de l’ordre du Rédempteur (Royaume de Grèce)
- Grand officier de l'ordre de la Couronne d'Italie (Royaume d'Italie)
- Chevalier commandeur de l'ordre de Saint-Michel et Saint-Georges (Royaume-Uni)

## Divers
Il a appartenu dans les années 1880 à la loge "Mahfal al Wattani" à l'Orient du Caire, loge affiliée au Grand Orient de France.

## Sources
- Arthur Goldschmidt, « The Butrus Ghali Family », Journal of the American Research Center in Egypt, vol. 30,‎ 1993, p. 183-188 (ISSN 0065-9991, DOI 10.2307/40000236, lire en ligne ).